# Муниципальный музей искусств Хуана Карлоса Кастаньино
Муниципальный музей искусств Хуана Карлоса Кастаньино (исп. Museo Municipal de Bellas Artes Juan B. Castagnino) — художественный музей в Мар-дель-Плата провинции Буэнос-Айрес.

## История и коллекция
Вилла на престижном холме в Мар-дель-Плата, в которой в настоящее время расположен музей, была построена в 1909 году в качестве летней резиденции семьи Ортис Басуальдо из Буэнос-Айреса. Эклектичное здание в стиле модерн, спроектированное Луисом Дюбуа и Пабло Патером, следовало тенденциям во французской архитектуре, которое было характерно для новых высококлассных резиденций как во Франции, так и в Аргентине в то время. Конструкция, преимущественно каменная, была покрыта цинковой мансардной кровлей.
Город Мар-дель-Плата, расположенный на берегу океана, получил свой первый муниципальный музей изобразительного искусства в 1938 году непосредственно в мэрии Мар-дель-Плата. В музее собрана коллекция в основном современного искусства, в частности, работы местного художника-реалиста и художника-монументалиста Хуана Карлоса Кастаньино.
Когда семья Ортиса Басуальдо передала свою виллу в дар городу, музея переехал туда и был открыт на новом месте 9 июля 1980 года. Большой набор мебели, приобретённой семьёй в 1909—1918 годах также был передан городу и вошёл в музейную коллекцию. Коллекция мебели, спроектированная бельгийским архитектором и краснодеревщиком Гюставом Серрюрье-Бови, считается одной из лучших в мире в своём роде.
В коллекцию музея входят около 600 картин, скульптур, литографий, фотографий и других работ, в том числе работы аргентинских художников Антонио Берни, Альберто Бруззоне, Прилидиано Пуэйрредона, Луиса Сеоане, Рауля Сольди, а также 138 работы Хуана Карлоса Кастаньино, в честь которого музей был назван в 1982 году.
В 1995 году была объявлена культурным достоянием города Мар-дель-Плата.